# Glykon
Glykon (gr.: Γλύκων [Glýkon] i Γλύκωνος [Glýkonos], dosł. "Słodki") – bóstwo greckie i rzymskie o wężowej postaci, łączone m.in. z kultem boga-uzdrowiciela Asklepiosa (czczonego pod postacią węża) i Serapisa.
Glykon był przedstawiany jako chimera o ciele węża i głowie gazeli z długimi, ludzkimi włosami.
Kult Glykona wprowadził w Grecji mistyk i wieszcz Aleksander z Abonuteichos w połowie II wieku n.e. Przypuszczalnie ten mistyk poznał kult wężowych bóstw w Macedonii, przywiózł stamtąd dużego węża jako uosobienie bóstwa do Abonuteichos (Ἀβωνότειχος; dzisiejsze İnebolu, Turcja), gdzie powstała świątynia z wyrocznią ku czci Glykona, zwanego także „Nowym Asklepiosem”. Świątynia Glykona stała się znana z cudownych uzdrowień i przepowiedni; jej rad mieli  słuchać m.in. senatorowie i cesarz Marek Aureliusz. Podobno Glykon uchronił także mieszkańców okolic przed zarazą. Wokół świątyni Glykona rozwinęło się znaczące miasto, goszczące licznych pielgrzymów, które przyjęło nazwę Ionopolis (stąd turecka nazwa İnebolu). Glykon był także bóstwem płodności, które miało pomagać bezdzietnym parom w uzyskaniu potomstwa; dzieciom, narodzonym dzięki domniemanej interwencji Glykona, nadawano jego imię lub nazywano „dzieckiem Glykona”.
Popularność kultu Glykona w II i III wieku n.e. na obszarze od Dunaju do Eufratu, potwierdza ówczesne zjawisko porzucania tradycyjnych kultów i zwracania się ku mistycznym religiom Wschodu. Zachowały się figurki i posągi kultowe tego bóstwa oraz jego wyobrażenia na monetach.
Wielkim krytykiem kultu był Lukian z Samosat. Opisał on Aleksandra z Abonuteichos jako bezwzględnego, i narcystycznego oszusta, który na nowym kulcie uzyskał fortunę i wpływy polityczne. Sam Glykon miał być zwykłym wężem z doczepionymi włosami i innymi dodatkami, zaś Aleksander za pomocą końskiego włosia poruszał jego żuchwą aby sprawić wrażenie mowy.